# Junta Comunitaria de Brooklyn 7
La Junta Comunitaria de Brooklyn 7 o Brooklyn Community Board 7 es un organismo local gubernamental de la Ciudad de Nueva York en el borough de Brooklyn que comprende barrios de Sunset Park, Windsor Terrace, Greenwood Heights y South Park Slope. Colinda con Gowanus Bay en el oeste, la Calle 15 y Prospect Park South West en el norte, Avenida Caton, Fort Hamilton Parkway, Calle 37 y la 8ª Avenida en el este, al igual que el Ferrocarril de Long Island y Bay Ridge R.R. Yards en el sur.
Su actual presidente es Randolph Peers, y su mánager distrital es Jeremy Laufer.
Al censo de 2000, la junta comunitaria tenía una población de 120,063, de 102,553 en 1990 y 98,564 en 1980. 

De ellos (al 2000), 27,369 (22.8%) eran blancos no hispanos, 4,203 (3.5%) eran afroamericanos, 20,911 (17.4%) asiáticos e isleños del Pacífico, 258 (0.2%) amerindios, 668(0.6%) de otras razas, 3,322 (2.8%) de dos o más razas, 63,332 (52.7%) de origen hispano o latino de cualquier raza.

Al 2004 el 40.7% de la población se beneficia de asistencia pública, de 23.0% en 2000.
La superficie es de 2709.3 acres